# Chi Cá đầu móc
Họ Cá đầu móc hay họ Cá ươm trứng (danh pháp khoa học: Kurtidae) là một họ cá vây tia.
Họ này theo truyền thống xếp trong bộ Perciformes, tuy nhiên gần đây người ta đã xem xét lại phát sinh chủng loài của cá và đề xuất tách họ này sang bộ Kurtiformes Günther, 1861.

## Đặc điểm
Họ cá này đáng chú ý vì mang các cụm trứng trong những chiếc móc thò ra từ trán (trên chẩm) cá đực.
Ngoài  việc sở hữu các móc chứa trứng, bong bóng của các loài cá này được bao bọc trong một cấu trúc bằng xương hình ống, tiến hóa từ các xương sườn. Cả hai loài đều có lưng gù.
Mặc dù có các tập quán sinh sản khác thường, nhưng người ta biết rất ít về các loài cá này và chúng cũng không sống lâu trong các bể cá cảnh.

## Các loài
Họ này chỉ bao gồm 2 loài trong 1 chi Kurtus.
- Cá đầu bướu Ấn Độ hay cá đầu móc Ấn Độ (Kurtus indicus Bloch, 1786): Sinh sống trong các vùng biển từ Coromandel Coast (đông nam Ấn Độ) tới Indonesia và Trung Quốc, đôi khi tiến vào vùng nước lợ cửa sông. Nó có thể dài tới 12,6 cm.
- Cá ươm trứng hay cá đầu móc (Kurtus gulliveri Castelnau, 1878): Sinh sống trong các rừng đước ngập mặn, cửa sông và các con sông nước đục chảy chậm tại miền bắc Australia và miền trung nam New Guinea. Nó có thể dài tới 63 cm.

## Hệ thống học
Phân tích trình tự ADN so sánh chỉ ra rằng Kurtus có quan hệ họ hàng tương đối gần với cá bống (Gobioidei) và cá sơn (Apogonidae), vì thế Christine Thacker và ctv đặt nó trong bộ Gobiiformes. Trái lại, Ricardo Betancur -R. và ctv lại đặt ra một bộ mới là Kurtiformes để hợp nhất cá sơn và Kurtidae như là hai họ có quan hệ chị em. Bộ Kurtiformes tại đây là bộ chị em với Gobiiformes và cùng với nó thuộc về loạt Gobiomorpharia. Các mối quan hệ này được Thomas Near và ctv trong phân tích trình tự ADN của họ về phát sinh chủng loài của Acanthomorpha xác nhận. Tuy nhiên, Thomas Fraser trong nghiên cứu so sánh hình thái học lại không xác nhận mối quan hệ gần giữa cá sơn và Kurtus.